# Metoponrhis kasyi
Metoponrhis kasyi är en fjärilsart som beskrevs av Edward P. Wiltshire 1971. Metoponrhis kasyi ingår i släktet Metoponrhis och familjen nattflyn. Inga underarter finns listade i Catalogue of Life.